# Оболонь-2 (футбольный клуб, 2014)
«Оболонь-2» (укр. «Оболонь-2») — украинский футбольный клуб из города Буча, Киевской области. Основан в 2014 году, как фарм-клуб ФК «Оболонь-Бровар». В сезоне 2019/20 и 2020/21 выступал во Второй лиге Украины.

## История
Клуб был сформирован в 2014 году как фарм-клуб киевской «Оболони-Бровар», которая сама за год до этого была создана на базе расформированной «Оболони» (осенью 2012 года из-за конфликта руководителей и почетного президента клуба Александра Слободяна прекратилось финансирование команды, что повлекло за собой её банкротство). Возглавил новосозданную команду, которая выступала в чемпионате Киевской области Валерий Иващенко.
В июне 2019 года впервые в своей истории, начала готовиться к премьерному сезону во Второй лиге чемпионата Украины и будет представлять город киевской области: Буча. Команда создана на базе ФК «Оболонь-Бровар U-19» (которая на протяжении двух лет выступала в ДЮФЛ Украины), а управлять ею доверили Олегу Мазуренко, который в период 2016—2017 годов возглавлял первую команду. В зимнее межсезонье Олег Николаевич возглавил первую команду и руководство резерва перешло уже в руки Александра Антоненко.
В августе 2020 года команда была переименована в «Оболонь-2», синхронной с главной командой клуба.

## Статистика выступлений
| Сезон   | Чемпионат Украины | Чемпионат Украины | Чемпионат Украины | Чемпионат Украины | Чемпионат Украины | Чемпионат Украины | Чемпионат Украины | Чемпионат Украины | Чемпионат Украины | Кубок Украины |
| Сезон   | Лига, этап        | Лига, этап        | Место             | Игры              | В                 | Н                 | П                 | РМ                | Очки              | Кубок Украины |
| 2019/20 | Вторая            | Группа А          | 11                | 20                | 4                 | 4                 | 12                | 18−38             | 16                | —             |
| 2020/21 | Вторая            | Группа А          | 9                 | 24                | 6                 | 6                 | 12                | 21−39             | 24                | —             |